# Pontomyia cottoni
Pontomyia cottoni är en tvåvingeart som beskrevs av Womersley 1937. Pontomyia cottoni ingår i släktet Pontomyia och familjen fjädermyggor. Inga underarter finns listade i Catalogue of Life.